# Erebia rubria
Erebia rubria är en fjärilsart som beskrevs av Hans Fruhstorfer 1909. Erebia rubria ingår i släktet Erebia och familjen praktfjärilar. Inga underarter finns listade i Catalogue of Life.